# Kjell Lindgren
Kjell Norwood Lindgren (Taipé, 23 de janeiro de 1973) é um médico e astronauta norte-americano.
Nascido em Taiwan e passando a infância na Inglaterra, sua família mudou-se para os Estados Unidos nos anos 80. Formou-se em biologia pela Academia da Força Aérea dos Estados Unidos e medicina cardiovascular pela Universidade do Colorado. Começou a trabalhar para a NASA em 2007, no Centro Espacial Lyndon Johnson, e posteriormente atuou no apoio ao treinamento de tripulações americanas para a ISS na Cidade das Estrelas, Rússia. Foi o cirurgião-reserva da Expedição 24 e da missão STS-130 do ônibus espacial.
Foi ao espaço pela primeira vez em 22 de julho de 2015, integrando a tripulação da nave russa Soyuz TMA-17M, para uma missão de longa duração de cerca de cinco meses a bordo da Estação Espacial Internacional, participando das Expedições 44 e 45. Retornou em 11 de dezembro depois de passar 142 dias em órbita.